# Egervár
Egervár è un comune dell'Ungheria di 1.063 abitanti (dati 2001). È situato nella contea di Zala.